# François Le Bail
Pour les articles homonymes, voir Le Bail.
François Le Bail est un géologue français qui était aussi un religieux. Le frère François Le Bail, né en 1903, enseignait les sciences naturelles et les sciences physiques à l'école privée Likès de Quimper ; il consacra une bonne partie de sa vie à rechercher et fouiller les sites d'intérêt géologique et paléontologique du Massif armoricain. Il décéda dans la nuit du 12 au 13 septembre 1979, victime d'un malaise survenu alors qu'il revenait d'une excursion minéralogique dans les falaises de Pen Men dans l'Île de Groix.
Ses collections sont en partie restée au Likès, mais une partie est visible à la Maison des minéraux de Saint-Hernot en Crozon.

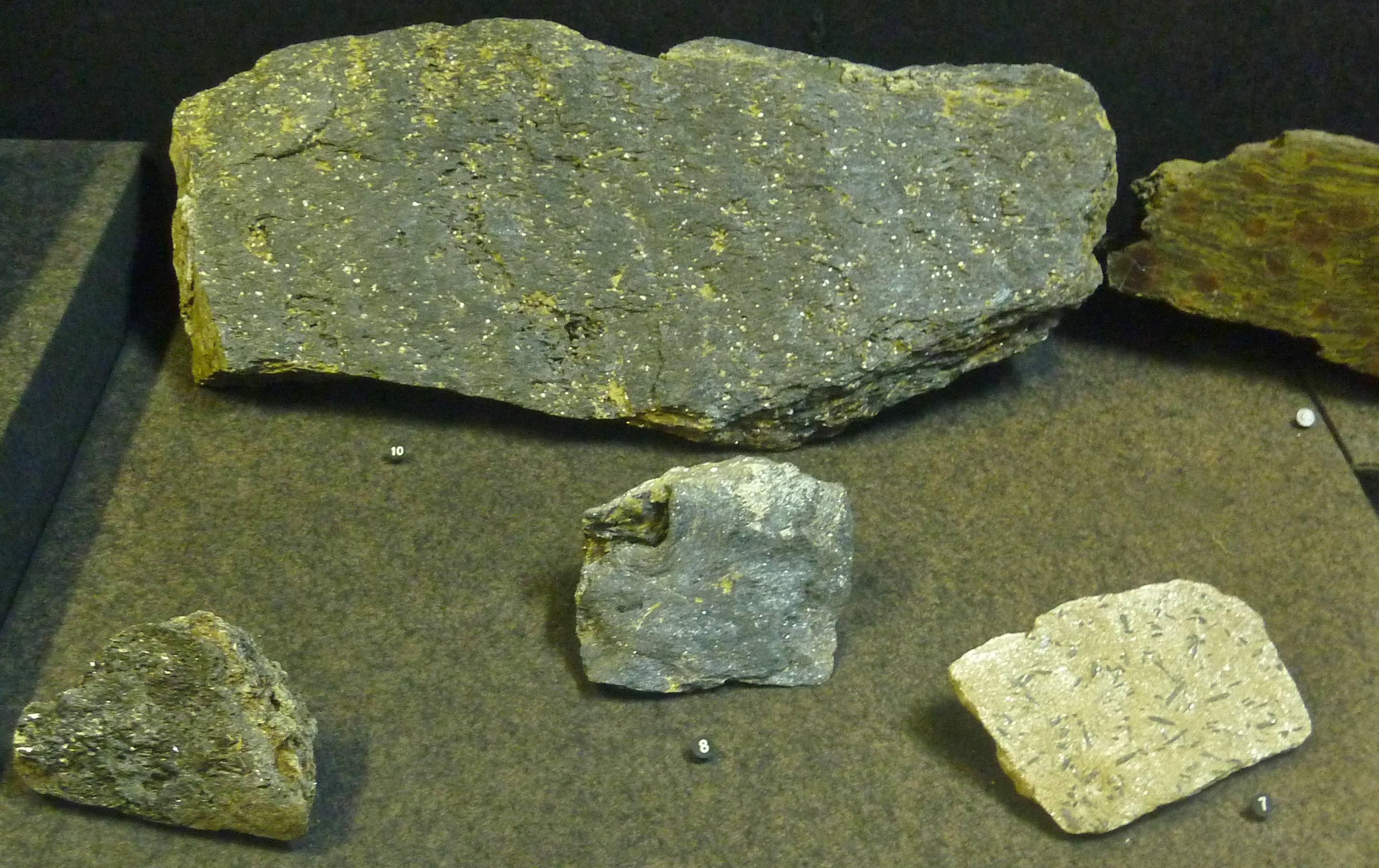
Glaucophane de l'Île de Groix (Maison des minéraux de Crozon)
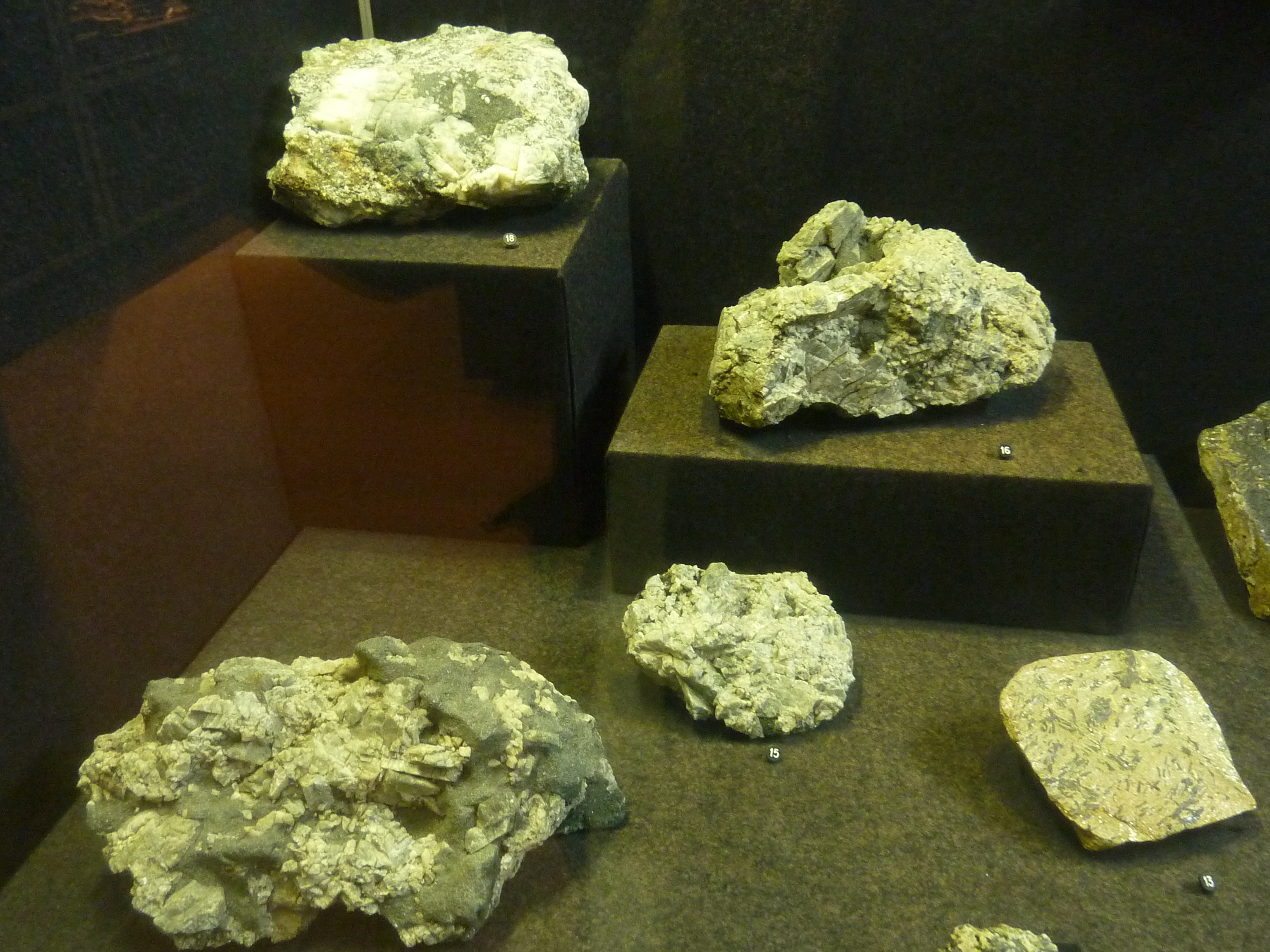
Albite et ripidolite de l'Île de Groix (Maison des minéraux de Crozon)

Son nom a été donné à la réserve naturelle nationale située en Bretagne sur la commune de Groix.